# 12. bersaljerski polk (Italija)
12. bersaljerski polk je bil bersaljerski polk (Kraljeve) Italijanske kopenske vojske.

## Zgodovina
Med prvo svetovno vojno je bil polk nastanjen na soški fronti in med drugo svetovno vojno v Jugoslaviji in Severni Afriki.